# Гери, Герман
Герман Гери (нем. Hermann Gehri; 26 июля 1899 — 25 ноября 1979) — швейцарский борец-вольник чемпион Олимпийских игр, чемпион Европы 
На Летних Олимпийских играх 1924 года в Париже боролся в весовой категории до 72 килограммов (полусредний вес). Турнир в вольной борьбе проводился по системе с выбыванием из борьбы за чемпионский титул после поражения, с дальнейшими схватками за второе и третье места. Схватка продолжалась 20 минут и если победитель не выявлялся в это время, назначался дополнительный 6-минутный раунд борьбы в партере. В категории боролись 13 спортсменов. 
| Круг          | Соперник       | Страна                    | Результат | Основание | Время схватки |
| ------------- | -------------- | ------------------------- | --------- | --------- | ------------- |
| 1             | Г. Фишу        | Франция                   | Победа    | Туше      | -             |
| Четвертьфинал | Вильям Джонсон | Соединённые Штаты Америки | Победа    | По очкам  | -             |
| Полуфинал     | Эйно Лейно     | Финляндия                 | Победа    | Туше      | -             |
| Финал         | Гай Лукебаух   | Соединённые Штаты Америки | Победа    | Туше      | -             |

В 1930 году стал чемпионом Европы.